# توماس غامييت
توماس غامييت (21 يونيو 1986 بابيني-سور-سين في فرنسا - ) (بالفرنسية: Thomas Gamiette)‏ هو لاعب كرة قدم فرنسي في مركز الوسط. شارك مع منتخب جزر غوادلوب لكرة القدم. أما مع النوادي، فقد لعب مع باريس سان جيرمان وستاد ريمس ونادي إنتينت ونادي باريس ونادي بوليس تيرو ونادي تور.

## وصلات خارجية
- توماس غامييت على موقع قاعدة بيانات كرة القدم.إي يو (الإنجليزية)
- توماس غامييت على موقع ناشيونال فوتبول تيمز (الإنجليزية)
- توماس غامييت على موقع Soccerway.com (الإنجليزية)